# Décrets ptolémaïques
Les décrets ptolémaïques sont une série de décrets promulgués par des synodes de prêtres égyptiens antiques. Ils ont été appliqués dans le royaume lagide, qui contrôlait l'Égypte antique de 305 à 30 avant notre ère. Dans chacun de ces décret, les bienfaits du pharaon régnant, notamment envers le clergé, sont reconnus, et les honneurs religieux lui sont décernés. 
Deux décrets ont été publiés sous Ptolémée III Évergète Ier (le décret d'Alexandrie et le décret de Canope), un sous Ptolémée IV Philopator (le décret Raphia), et d'autres sous Ptolémée V Épiphane Eucharistos (le décret sur la Pierre de Rosette et les deux décrets de Philensis). De multiples exemplaires des décrets, gravés sur des stèles de pierre, ont été érigés dans les cours des temples, comme le précise le texte des décrets. 
Il existe trois exemplaires plus un fragment du décret de Canope ; deux exemplaires du décret de Memphis (dont un incomplet) ; et deux exemplaires et demi du texte de la pierre de Rosette, dont l'exemplaire sur la stèle de Nubayrah et une inscription murale dans une pyramide, comportant des modifications ou des remplacements de scènes, complétés antérieurement par d'autres scribes.

## Décrets

### Décret d'Alexandrie (PtoléméeIII)
Le décret d'Alexandrie proclamait que des statues de Ptolémée III et de son épouse Bérénice II devraient être installées dans chaque temple, ce qui signifie qu'ils devraient être adorés tel des dieux. 

### Décret de Canope (PtoléméeIII)
Le décret a été publié le 17 Tybi de la 9e année de Ptolémée III.
Ont été découverts les extraits suivants :
- Stèle n° 1 : Stèle de Canope, découverte en 1866, comprend trente-sept lignes de hiéroglyphes, soixante-quatorze lignes de démotique (du côté droit) et soixante-seize lignes de grec capitales, en calcaire fin.
- Stèle n° 2 : Stèle de Canope (2e), découverte en 1881, comprend vingt-six lignes de hiéroglyphes, vingt lignes démotique et soixante-quatre lignes grecques capitales ; elle est en calcaire blanc.
- Un 3e texte partiellement complet avec des lignes de hiéroglyphes (Actuellement exposée au Louvre).
- Un 4e texte a été découvert en 2004 à Boubastis, par le projet germano-égyptien « Tell Basta ».

### Décret de Memphis (PtoléméeIV)
Ont été découverts les extraits suivants :
- Stèle n° 1 : Décret de Raphia, découverte en 1902 sur le site de l’ancienne Memphis, composé de hiéroglyphes, de démotiques et de grec ; elle est en granit noir.
- Stèle n° 2 : Stèle de Pithom, découverte en 1923, composée de hiéroglyphes (sur la face avant), quarante-deux lignes de démotique (au dos), pratiquement complète, elle fournit une traduction presque totale et grec (coté latéral), en grès.

### Décret de Memphis (PtoléméeV)

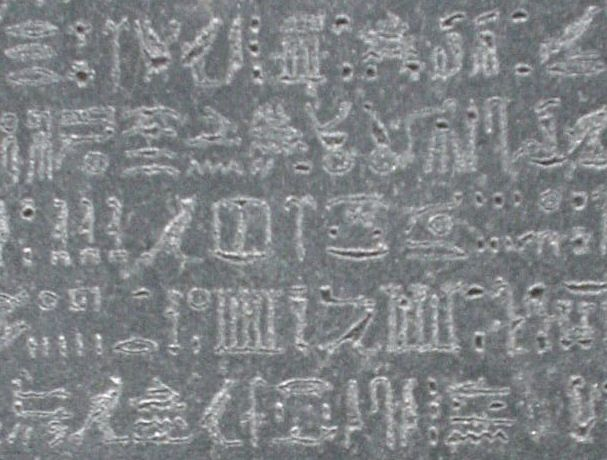
Détail de la pierre de Rosette

- Stèle n°1 : Pierre de Rosette, découverte en 1799, composée de quatorze lignes de hiéroglyphes, trente-deux lignes de démotique et cinquante-quatre lignes capitales grecques, granit noir ( granodiorite ).
- Stèle n°2 : Stèle de Nubayrah, trouvée au début des années 1880, composée de hiéroglyphes ; les lignes 1 à 27 ont été utilisées pour compléter les lignes manquantes sur la pierre de Rosette, démotique, grecs capital, en calcaire.
- Stèle n°3 : dans le temple de Philæ, des hiéroglyphes du troisième décret sont gravés sur les murs, certains réécrits par dessus d'autres, avec des scènes et des figures d'humains et de dieux.

### Décret dePhilensisI(PtoléméeV)
Publié à Memphis lors de l'intronisation d'un taureau Apis . 

### Décret dePhilensisII(PtoléméeV)
Émis à Alexandrie lors de la répression d'une révolte.